# Лятошинський Микола Володимирович
Лятошинський Микола Володимирович  (20 грудня 1897, Москва – 6 липня 1967, Полтава) – історик-краєзнавець, архівіст. Здійснив значний вклад  у вивчення історії Полтави.

## Біографія
Народився 20 грудня 1897 року в Москві в сім’ї земського лікаря. Протягом 1915–1918 рр. Микола навчався у Московському комерційному училищі, по його закінченні майже рік працював робітником-сортувальником на агроскладі Центропродкому Московсько-Казанської залізниці. З травня по серпень 1919 р. перебував у лавах Червоної армії, звідки був демобілізований по хворобі. Водночас 1919 р. став слухачем історико-філологічного факультету Житомирського педагогічного інституту, навчання в якому змушений був покинути у зв’язку з воєнними діями Червоної армії. У 1920-1923 рр. служив переписувачем при військових госпіталях. Після звільнення оселився у Полтаві.
Працював архівістом у Полтавському окружному архівному управлінні (1923, 1926-1927). З листопада 1928 р. працював у Полтавському крайовому історичному архіві на посадах помічника вченого архівіста, завідувача секції профруху та праці, вченого архівіста, наукового співробітника. 1935 р. Микола Лятошинський змушений був полишити роботу в архіві і до 1937 р. перебивався випадковими заробітками. Екстерном закінчив історико-економічне відділення Полтавського інституту соціального виховання (1932) та історичний факультет Харківського державного педагогічного інституту (1938–1946).  З 1937 до 1947 рр. працював науковим співробітником Полтавського краєзнавчого музею. У зв’язку із хворобою в роки Другої світової війни в армії не служив, і, перебуваючи на тимчасово окупованій території, продовжував працювати в музеї. З 1947 по 1967 рр. – архіваріус відомчого архіву Полтавського інституту інженерів сільськогосподарського будівництва до виходу на пенсію у 1958 р.
Офіційні установи того часу не зацікавилися краєзнавчими дослідженнями історика. Таке байдуже ставлення прискорило смерть Лятошинського. Помер у 1967 році у Полтаві.

## Краєзнавчі дослідження
Микола Володимирович Лятошинський  виявив обширний фактичний матеріал з історії Полтави, намагався його систематизувати, написати літопис міста. У його працях використано чимало цінних документів з архівних фондів Держархіву Полтавської області, більшість яких загинула у роки Другої світової війни. Тому ці роботи набувають значення першоджерел: вони складають окремий опис (Держархів Полтавської обл., ф. Р-8831, оп. 9) у фонді “Колекція документів з історії краю”.

## Праці

###### Друковані:
- Історичний нарис територіяльного складу Полтавщини // Історично-географічний збірник / за ред. О. Грушевського ; Всеукраїнська академія наук. – Т. 3. – Київ: Друкарня ВУАН, 1929. – С. 203–208. – (Збірник історично-філологічного відділу. – № 46в).

- Про можливість запровадження бібліотечної децимальної системи в архівній справі // Архівна справа. – 1930. – Кн. 1. – С. 60–62.
- Секція профруху та праці Полтавського крайового історичного архіву та її фонди // Радянський архів. – 1931. – № 3(18). – С. 25–38.
- Організувати роботу архгуртків підвищення кваліфікації // Архів Радянської України. – 1933. – № 7–8. – С. 215–216.

###### Рукописні (неопубліковані):
- “Герби міста Полтава”
- «Династи та адміністратори XI–XX ст. Полтавщини»
- "Короткий історичний нарис про місцевості та будівлі, де пізніше (1930 р.) було організовано Полтавський інститут інженерів сільськогосподарського будівництва (XVII–XX ст.)"
- “Полтава. Нарис археологічний та історичний”